# Jens Lubbadeh
Jens Lubbadeh (* 11. Juli 1973 in Rom) ist ein deutscher Wissenschaftsjournalist und Science-Fiction-Schriftsteller.

## Leben
Jens Lubbadeh studierte Biologie zunächst in Gießen, dann in Tübingen, wo er sein Diplom am Friedrich-Miescher-Laboratorium der Max-Planck-Gesellschaft für Entwicklungsbiologie bei Alexander Borst abschloss. Seitdem ist er als Journalist für verschiedene Magazine und Online-Formate im Bereich Wissenschaft und Technologie tätig, darunter stern.de, Spiegel Online, Technology Review, Welt und Zeit Online. Im Jahr 2013 wurde er für seinen Artikel Die Masse macht’s, zuerst erschienen im Oktober 2012 im Technology Review, mit dem Herbert-Quandt-Medienpreis für Wirtschaftsjournalismus ausgezeichnet.
Seine Expertise als Wissenschaftsjournalist findet sich auch in seinen Romanen wieder, in denen er aktuelle technologische Entwicklungen und die gesellschaftlichen Folgen ihrer Anwendung ausleuchtet. Schwerpunktthemen in Lubbadehs literarischem Werk sind Gentechnik, Stammzellen, Klonen, Roboter und Transhumanismus.
Lubbadeh lebt und arbeitet in Berlin.

## Werke
Romane
- Unsterblich. Heyne, München 2016, ISBN 978-3-453-32115-1.
- Neanderthal. Heyne, München 2017, ISBN 978-3-453-31825-0.
- Transfusion. Heyne, München 2019, ISBN 978-3-453-32008-6.
- Der Klon. Heyne, München 2022, ISBN 978-3-453-32013-0.

Sachliteratur
- mit Frederik Jötten: Vertragen Sie Ihren Arzt oder Apotheker? Rowohlt Verlag, Berlin 2013, ISBN 978-3-499-60152-1.

## Preise
- 2013: Herbert Quandt Medien-Preis für Wirtschaftsjournalismus